# Chegea
Chegea – wieś w Rumunii, w okręgu Satu Mare, w gminie Săcășeni. W 2011 roku liczyła 165 mieszkańców. 